# HC Lev Poprad
HC Lev Poprad byl klub ledního hokeje, který hrával jednu sezónu (2011/12) mezinárodní Kontinentální hokejovou ligu v divizi Bobrova. 

Klub v sezoně 2011/12 sídlil ve slovenském Popradě, jeho trenérem byl Radim Rulík. 

V roce 2012 byl klub přestěhován do Prahy, kde vznikl nový klub HC Lev Praha, jeho trenéry byli zvoleni Josef Jandač a Jiří Kalous.

## Přistoupení do KHL
Klub původně pocházel z Hradce Králové (odtud původní název Lev Hradec Králové). Ke stěhování na Slovensko došlo poté, co Český svaz ledního hokeje zamítl žádost mužstva o povolení účasti v Kontinentální hokejové lize. Všechno skončilo na rozhodnutí představenstva soutěže, že Lev hrát KHL nebude.  Největším kandidátem na post trenéra byl Miloslav Hořava. Po rozhodnutí o neúčasti HC Lev v KHL se stal volným trenérem a v říjnu 2010 přijal angažmá v klubu Sparta Praha. Jeho asistentem se stal Radim Rulík, který s ním v této funkci měl spolupracovat jíž v týmu HC Lev.
V říjnu 2010 Slovenský svaz ledního hokeje přijal HC Lev Poprad za svého řádného člena, čímž se pro HC Lev otevřela nová možnost hrát v sezóně 2011/12 KHL.
HC Lev následně podal oficiální přihlášku do Kontinentální hokejové ligy pro sezónu 2011/12. Prezident KHL Alexander Medveděv tuto skutečnost v únoru 2011 potvrdil a zároveň doplnil, že HC Lev Poprad je jediným kandidátem na rozšíření soutěže pro sezónu 2011/12.
Přihlášku do další ruské soutěže, mládežnické MHL, podal celek Tatranskí vlci Poprad, který je mládežnickým týmem HC Lev.

## Účast v KHL
V květnu 2011 oznámil prezident KHL Medveděv, že HC Lev Poprad se od nové sezóny stane účastníkem této ligy. Trenérem se stal Čech Radim Rulík, kádr mužstva budou tvořit především hráči z Česka a Slovenska. Tým se nedostal do play-off a skončil 21. v pořadí s 54 body ze 54 zápasů. Nejlepším hráčem v kanadském bodování byl Ľuboš Bartečko se 30 body.
Hned po skončení prvního ročníku v KHL se klub přestěhoval do Prahy (kde přijal název HC Lev Praha), jeho trenéry se stali Josef Jandač a Jiří Kalous.

## Přehled účasti v KHL
| Slovensko                   |        |          |                |
| Sezóny                      | Soutěž | Play off | Kapitán        |
| 2011/2012                   | KHL    | Ne       | Ľuboš Bartečko |
| Zdroj na Eliteprospects.com |        |          |                |